# Giovanni Maria Boccardo
Giovanni Maria Boccardo (20. listopadu 1848 Moncalieri – 30. prosince 1913 Pancalieri) byl italský římskokatolický kněz, zakladatel kongregace Chudých dcer svatého Kajetána. Katolická církev jej uctívá jako blahoslaveného.

## Život
Narodil se dne 20. listopadu 1848 v obci Moncalieri u Turína jako nejstarší z deseti dětí narozených Gasparu Boccardovi a Giuseppině Malebra. Pokřtěn byl následujícího 21. listopadu. Tři jeho bratři, včetně bl. Luigiho Boccarda, se stali kněžími a další tři zemřeli jako děti.
Jako dítě byl velkorysý k utrpení chudým, kdy se např. staral o slepého žebráka. Roku 1861 začal studovat u Barnabitů a studium zde dokončil roku 1864. 8. září téhož roku zahájil svá kněžská studia.
Dne 3. června 1871 byl vysvěcen na kněze pro turínskou arcidiecézi. Nejprve vyučoval v Turíně, než se roku 1873 stal duchovním vůdcem seminaristů v Chieri. Stejnou funkci zastával také v Turíně. V té době se spřátelil se sv. Janem Boscem, sv. Leonardem Murialdem nebo sv. Giuseppem Allamanem. Dne 1. února 1877 získal doktorát z teologie.
Byl ustanoven kanovníkem při kostele Santa Maria della Scala v Chieri a v roce 1882 se stal farářem v Pancalieri. Ve své farnosti se věnoval se výuce katechismu a navštěvoval věznici v Saluzzu, aby vězňům poskytl duchovní útěchu. Jeho soukromé spisy o duchovních věcech, které postupně sepsal, mají celkem 44 svazků. Účastnil se primiční mše svaté svého bratra Luigiho dne 8. června 1884.
V roce 1884 musel ve své farnosti čelit epidemii cholery a 6. listopadu téhož roku zde otevřel hospic pro oběti onemocnění. Dne 21. listopadu 1884 založil ženskou řeholní kongregaci Chudých dcer svatého Kajetána, jejíž členky mají za úkol pomoc nemocným.
V roce 1911 byl nucen opustit všechny funkce, které zastával, protože jej postihlo náhlé ochrnutí. Zemřel dne 30. prosince 1913 v Pancalieri a jeho pohřeb se konal následujícího 1. ledna 1914. Jeho ostatky byly v roce 1924 byly jeho ostatky uloženy do mateřského domu jím založené kongregace v Turíně, kdy na exhumaci dohlížel jeho bratr Luigi.

## Úcta
Dne 6. dubna 1998 jej papež sv. Jan Pavel II. podepsáním dekretu o jeho hrdinských ctnostech prohlásil za ctihodného. Dne 2. května 1998 byl uznán zázrak na jeho přímluvu, potřebný pro jeho blahořečení.
Blahořečen pak byl dne 24. května 1998 na Piazza Vittorio Veneto v Turíně papežem sv. Janem Pavlem II.
Jeho památka je připomínána 30. prosince. Bývá zobrazován v kněžském oděvu. Je patronem jím založené kongregace a proti rakovině.